# Mosche Lion

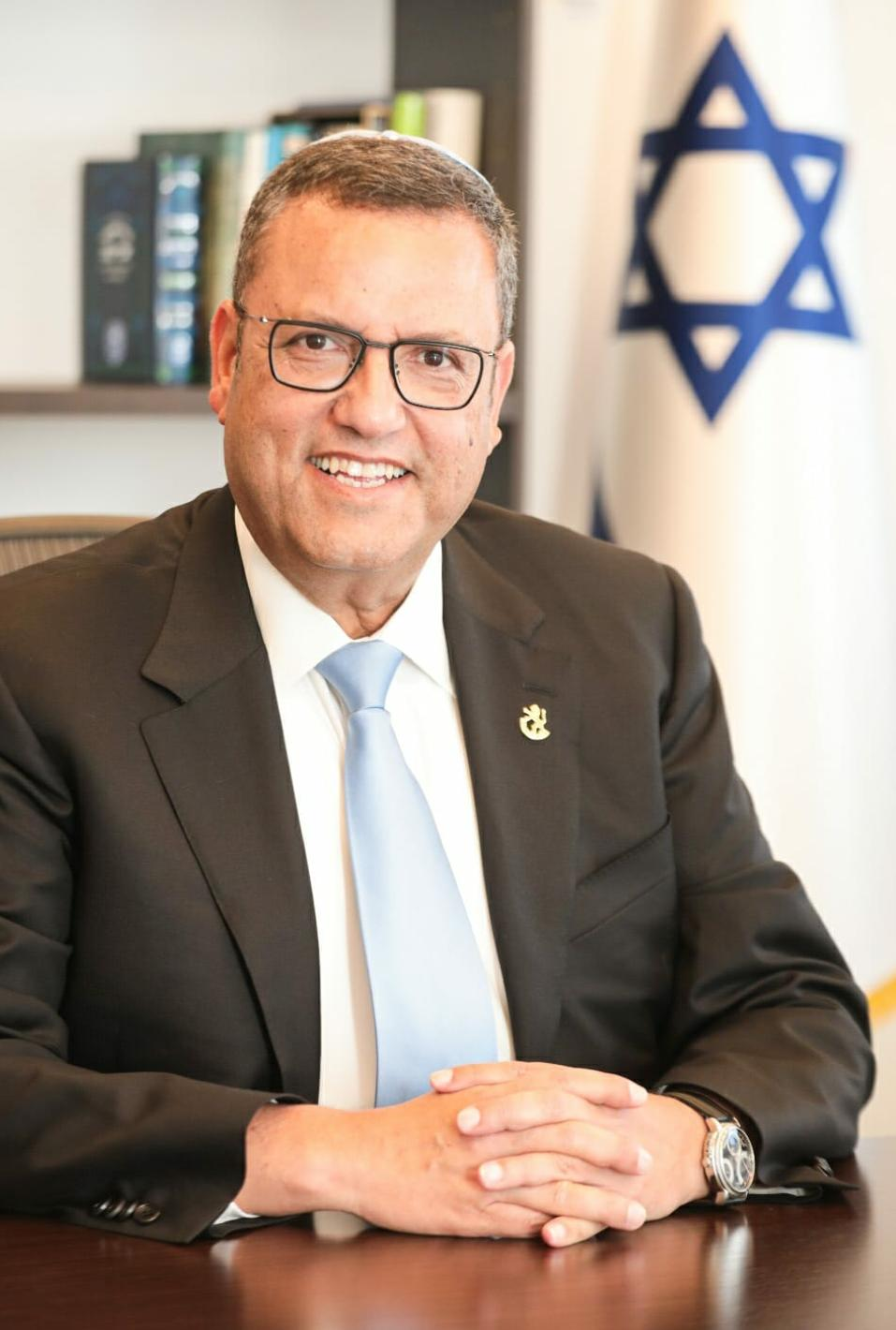
Mosche Lion (2020)

Mosche Lion, (hebräisch מֹשֶׁה לִיאוֹן, * 6. Oktober 1961 in Givʿatajim) ist ein israelischer Unternehmer, Leiter und Politiker der örtlichen religiös-nationalen Partei Jeruschalajim Schelanu (Unser Jerusalem). Seit dem 4. Dezember 2018 ist er Bürgermeister von Jerusalem, als Nachfolger von Nir Barkat. Lion ist der erste sephardische Bürgermeister der israelischen Hauptstadt.

## Leben
Großgeworden in der Tradition der sephardischen Gemeinde Tel Avivs, wo er als Jugendlicher schon als Chasan wirkte, hat Lion im Militärrabbinat gedient und Wirtschaftswissenschaft und Rechnungswesen an der Bar-Ilan-Universität studiert.
Nachdem er 1990 den Abschluss als CPA-Wirtschaftsprüfer abgelegt hatte, gründete er 1991 mit anderen die Finanzberatung Yitzhaki & Co.
Während dessen erster Amtszeit (1996–1999) hat er als wirtschaftlicher Berater für Ministerpräsident Benjamin Netanjahu gearbeitet und war von 2003 bis 2006 Leiter der Israelischen Eisenbahnen und 2008 Leiter der Jerusalemer Behörde für Wirtschaftsförderung.
2013 versuchte er als Vertreter der Likud-Partei vergeblich, Bürgermeister von Jerusalem zu werden, und wurde im selben Jahr Mitglied der Stadtverwaltung von Jerusalem. Seit 2014 ist er auch Vorstandsvorsitzender des medizinischen Zentrums Mayanei HaYeshua in Bnei Berak. 2017 verließ er das von ihm mitgegründete Beratungsunternehmen.
Mosche Lion ist verheiratet und hat vier Kinder.

## Belege
- Grapevine: Stating the obvious, The Jerusalem Post vom 28. Dezember 2017
- Moshe Lion: ‘Put Jerusalem’s Residents First’ , Arutz Scheva vom 13. Oktober 2017

| Personendaten    | Personendaten                                  |
| ---------------- | ---------------------------------------------- |
| NAME             | Lion, Mosche                                   |
| ALTERNATIVNAMEN  | Leon, Mosche; משה ליאון (hebräisch)            |
| KURZBESCHREIBUNG | israelischer Unternehmer, Leiter und Politiker |
| GEBURTSDATUM     | 6. Oktober 1961                                |
| GEBURTSORT       | Giv’atajim, Israel                             |